# Franche-Comté électronique mécanique thermique et optique - Sciences et technologies
 (novembre 2014).
L'institut FEMTO-ST (Franche-Comté Électronique Mécanique Thermique et Optique - Sciences et Technologies) est une unité mixte de recherche associée au CNRS (UMR 6174) et rattachée simultanément à :
- l'université de Franche-Comté (UFC) ;
- l'École nationale supérieure de mécanique et des microtechniques de Besançon (ENSMM) ;
- l'université de technologie de Belfort-Montbéliard (UTBM) ;
- l'université Bourgogne - Franche-Comté (UBFC).

Cet institut a été créé le 1er janvier 2004 par la fusion de cinq laboratoires de Franche-Comté actifs dans les domaines de la mécanique, de l'optique et des télécommunications, de l'électronique, du temps-fréquence, de l'énergétique et de la fluidique. En 2011, il incorpore le laboratoire d'informatique de l'UFC, qui devient le 7e département de l'institut.
FEMTO-ST compte aujourd'hui plus de 700 membres et constitue l'un des plus gros instituts de recherche dans les sciences de l'ingénieur en France. Il est présent en Franche-Comté sur trois sites géographiques, à Besançon, Belfort et Montbéliard.

## Départements
FEMTO-ST est constitué de sept départements, soutenu par différents services communs dont une plateforme technologique de micro/nanofabrication à l'état de l'art, qui fait partie du réseau national des six centrales de technologie du CNRS (RENATECH).

## Évaluation
L'institut a été noté A+ lors de l'évaluation par l'AERES en 2010, plaçant de facto l'institut dans les 30 % de tête des laboratoires de recherche en sciences de l'ingénieur en France.

## Récompenses
FEMTO-ST a reçu de nombreuses récompenses.
- Concours Microns d'or :
  - 2022 : Micron d'or catégorie « Démonstrateurs et prototypes micro et nano systèmes réservés aux laboratoires », pour une micro-pince optique à l'extrémité d'une fibre optique,
  - 2018 : Micron d'or catégorie « Prototypes microsystèmes réservés aux organismes de recherche », pour le premier robot parallèle miniature à sept degrés de liberté, intégrant une fonction de préhension,
  - 2016 : mention spéciale du jury, pour la réalisation de micro et nanocomposants électro-optiques membranaires,
  - 2014 : mention spéciale du jury, pour la réalisation d'un microsystème intégré dans la tête d'un endoscope destiné à la chirurgie laser robotisée des cordes vocales,
  - 2012 : Micron d'or catégorie «Prototypes microsystèmes réservés aux organismes de recherche », pour une horloge atomique basée sur les technologies MEMS,
  - 2010 : Micron d'or catégorie «Prototypes microsystèmes réservés aux organismes de recherche », pour une technique d'usinage laser femtoseconde, permettant de produire dans des matériaux comme du verre des nano canaux à haut rapport de forme,
  - 2010 : mention spéciale du jury, pour un micro convoyeur de technologie microfluidique permettant, par lévitation, le déplacement, le tri et le positionnement de micro pièces,
  - 2008 : Micron d'or catégorie «Prototypes microsystèmes réservés aux organismes de recherche », pour une station robotisée de micro-assemblage par manipulation directe des composants microtechniques,
  - 2006 : Micron d'or catégorie «Prototypes microsystèmes réservés aux organismes de recherche », pour un micro laboratoire permettant la manipulation et la qualification  d'ovocytes,
  - 2006 : mention spéciale du jury, pour un micro-modulateur à cristal photonique haute  performance sur niobate  de lithium[4].